# Сеидбейли, Гасан Мехти оглы
Гасан Мехти оглы Сеидбейли (азерб. Həsən Mehdi oğlu Seyidbəyli; 22 декабря 1920, Баку — 25 июня 1980, Баку) — советский, азербайджанский писатель, драматург, кинорежиссёр, сценарист. Народный артист Азербайджанской ССР (1976).

## Биография
Гасан Сеидбейли родился 22 декабря 1920 года в городе Баку Азербайджанской ССР. В 1938-1939 годах учился в Ленинградском институте кинорежиссёров. В 1942 году начал свою литературную деятельность. В 1943 году продолжил образование на режиссёрском факультете ВГИКа (мастерская С. Эйзенштейна и Г. Козинцева). Член КПСС с 1955 года.
Гасан Сеидбейли — автор сценариев документальных фильмов «От Баку до Гёйгёля», «В садах Кубы», «Советский Азербайджан», «Совершенство».
С 1963 по 1980 год был председателем Союза кинематографистов Азербайджана.
Скончался Гасан Сеидбейли  25 июня 1980 года в Баку.

### Семья
- дочь, Марьям Сеидбейли — азербайджанский историк, доктор исторических наук.
- сын, Зия
- сын, Мехти

## Фильмография

### Режиссёр
- 1960 — Незаконный заработок
- 1962 — Телефонистка
- 1963 — Есть и такой остров
- 1964 — Кого мы больше любим

- 1964 — Сила притяжения
- 1966 — Почему ты молчишь?
- 1969 — Я помню тебя, учитель
- 1970 — Ищите девушку
- 1974 — Насими
- 1974 — Страницы жизни
- 1977 — Цена счастья

### Сценарист
- 1954 — Родному народу
- 1957 — Под знойным небом
- 1958 — На дальних берегах
- 1960 — Незаконный заработок
- 1960 — Случай на дороге
- 1962 — Телефонистка
- 1963 — Есть и такой остров
- 1964 — Кого мы больше любим
- 1964 — Сила притяжения
- 1966 — Почему ты молчишь?
- Улица им. Гасана Сеидбейли1970 — Ищите девушку
- 1974 — Страницы жизни
- 1977 — Цена счастья
- 1980 — Спасибо, верный! - анимационный

## Награды
- Орден Трудового Красного Знамени (31.12.1970)
- Орден «Знак Почёта» (09.06.1959)
- Народный артист Азербайджанской ССР (1976)
- Заслуженный деятель искусств Азербайджанской ССР (1960)

## Память
В Баку есть улица на имя Гасана Сеидбейли. Также на стене дома, где жил Гасан Сеидбейли установлена мемориальная доска.
В 2020 году президент Азербайджана Ильхам Алиев подписал распоряжение о проведении 100-летнего юбилея Гасана Сеидбейли.
- Мемориальная доска